# アン・ポウダー
アン・ポウダー（Ann Pouder、1807年4月8日 - 1917年7月10日）は、アメリカのスーパーセンテナリアン。メリーランド州に在住していた長寿の女性。イギリス・ロンドン出身。1807年生まれとされているが、後述の理由により1808年生まれとされることもある。

## 略歴
1807年、イングランド・ロンドンに生まれる。12歳の頃にアメリカに移住し、その後の98年間をメリーランド州ボルチモアで過ごした。ネパール系アメリカ人のアレクサンダー・ポーダーと結婚したが、アレクサンダーが若くして亡くなったために、子供はいなかった。彼女の年齢はアメリカの科学者、アレクサンダー・グラハム・ベルによって認定された。晩年は盲目で耳も聞こえず寝たきりの生活であったが、記憶などは鮮明なまま残っていたという。
1917年4月8日、110歳の誕生日を迎える。110歳の誕生日を迎えたのはヘアート・アドリアーンス・ブームハールト、マーガレット・アン・ネーヴに続き当時世界3番目であった。
1917年7月10日、110歳93日で死去。当時世界最高齢であった。また、彼女が死去してからルイーザ・ティエールが1924年に110歳の誕生日を迎えるまでの7年間、生年に確証のあるスーパーセンテナリアンは存在しなかった。

## 年齢に関する問題
いくつかの情報源には彼女の生年を1807年4月ではなく1808年5月生まれと記述されているものもあり、死去時の年齢を109歳と示唆している。その一つにアンドリュー・ホームズの運営するOldest in Britainがあり、このサイトには1808年5月3日生まれの109歳68日没と書かれている。